# Hezbi Islami
Hezbi Islami eller Hezb-i-Islami (Det Islamiske Parti) er et Islamisk parti i Afghanistan der kæmper mod besættelsen. Partiet blev grundlagt og bliver ledet af Gulbuddin Hekmatyar. Partiet blev startet i Pakistan i 1975 og voksede ud af Muslimsk Ungdom, en islamistisk organisation, dannet i Kabul i 1969 af studerende og lærere på Kabuls Universitet, for at bekæmpe kommunismen i Afghanistan. Hekmatyar og de andre medlemmer af hans parti var hovedsageligt Pashtunere som opererede nær den pakistaniske grænse mod sovietiske kommunister. 
I 1979 brød Mulavi Younas Khalis ud af partiet og dannede sit eget islamiske parti kaldet "Hezbi Islami Khalis" (Khalis' Islamiske Parti).
| Politisk parti | Spire Denne artikel om et politisk parti eller gruppe er en spire som bør udbygges. Du er velkommen til at hjælpe Wikipedia ved at udvide den. |